# Julián Rodríguez
Julián Rodríguez García (Ponce, 20 luglio 1970) è un ex cestista portoricano.

## Carriera
Con Porto Rico ha disputato i Campionati americani del 1993.